# Aridaeus
Aridaeus is een kevergeslacht uit de familie van de boktorren (Cerambycidae). De wetenschappelijke naam van het geslacht werd voor het eerst geldig gepubliceerd in 1861 door Thomson.

## Soorten
Aridaeus omvat de volgende soorten:
- Aridaeus heros Pascoe, 1866
- Aridaeus nigripes Aurivillius, 1917
- Aridaeus princeps Carter, 1934
- Aridaeus sumbaensis Chemin & Vitali, 2013
- Aridaeus thoracicus (Donovan, 1805)
- Aridaeus timoriensis Jordan, 1894